# Oedothorax simplicithorax
Oedothorax simplicithorax – gatunek pająka z rodziny osnuwikowatych.
Gatunek ten opisany został w 1998 roku przez Andrieja Tanasiewicza na podstawie dwóch samców odłowionych w 1988 roku.
Pająk o ciele długości około 1,9 mm. Karapaks ma 0,88 mm długości, 0,73 mm szerokości i jasnobrązową barwę. Odnóża są jasnobrązowe z trichobotriami na wszystkich nadstopiach. Opistosoma ma 1,13 mm długości i 0,7 mm szerokości, a jej wierzch jest szary z jasnym pasem przez środek. Aparat kopulacyjny na nogogłaszczkach wyróżnia mały embolus i mała apofiza suprategularna.
Gatunek himalajski, znany tylko z Nepalu, z dystryktu Ilam. Jedyne znane stanowisko znajduje się w nadrzecznym olsie, w dolinie Gitang Khola, na wysokości 1750 m n.p.m..